# جولينا أماني
جولينا بايسا أماني (ولدت في 26 أغسطس 1999) هي لاعبة كرة قدم هولندية تلعب كمهاجم في نادي نادي شعلة الشرقية في دوري السيدات السعودي. وُلدت في هولندا، وتلعب مع منتخب الرأس الأخضر

## المسيرة الاحترافية

### إكسيلسيوار
دخلت جولينا أول مباراة لها في الدوري ضدأخيل '29 في 8 سبتمبر 2017. وسجلت أول هدف لها في الدوري ضد ألكمار في 16 مارس 2018، حيث سجلت في الدقيقة 31.

### بنفيكا
أُعلن عن انضمام جولينا إلى بنفيكا في 17 أغسطس 2020.

### آدو دين هاخ
أُعلن عن انضمام جولينا إلى آدو دين هاخ في 5 سبتمبر 2021. لعبت أول مباراة لها في الدوري ضد ألكمار في 3 سبتمبر 2021. سجلت أول هدف لها في الدوري ضد إكسيلسيوار في 10 أكتوبر 2021، حيث سجلت في الدقيقة 62. غادرت آدو دين هاخ في 2022.

## المسيرة الدولية
ولدت جولينا في هولندا وهي من أصول جمهورية الكونغو الديمقراطية من جهة والدها والرأس الأخضر من جهة والدتها.
اُستدعيت جولينا إلى معسكر تدريب منتخب هولندا تحت 19 سنة في 2018، لتصبح أول لاعبة من إكسيلسيوار باريندريخت اُختيرت للمنتخب الوطني. شاركت في أول مباراة لها مع منتخب تحت 19 سنة ضد منتخب إيطاليا تحت 19 سنة في 18 يوليو 2018.
في سبتمبر 2023، اُستدعيت جولينا إلى منتخب الرأس الأخضر النسائي.
في 19 فبراير 2025، تمت الموافقة على طلب جولينا لتغيير انتمائها الرياضي إلى الرأس الأخضر من قبل الفيفا. بعد ستة أيام، شاركت في أول مباراة لها مع منتخب الرأس الأخضر في فوز 4–1 على غينيا.

## الحياة الشخصية
وُلدت جوليينا في روتردام.

## روابط خارجية
- جولينا أماني على إنستغرام